# Illa del Bananal

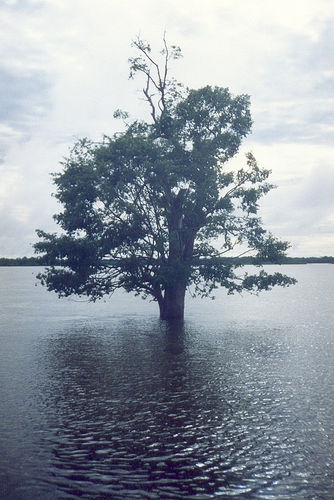
Arbre al Parc Nacional de l'Araguaia, al nord de l'illa del Bananal, durant l'època de crescuda del riu

L'illa del Bananal (en portuguès: Ilha do Bananal) és una gran illa formada pel riu Araguaia i el seu afluent Javaés, situada al Brasil, a l'estat de Tocantins. L'illa es va formar per la bifurcació de l'Araguaia en passar per un terreny molt pla; en aquest punt, a la frontera amb els estats de Goiás i Mato Grosso, el riu continua per l'oest, mentre que el seu braç dret, el Javaés, continua per l'est fins que es tornen a trobar aigües avall, ja a la frontera amb l'estat de Pará.
L'illa ocupa una àrea de 19.162,25 km², poc menys de la superfície total del País Valencià. És l'illa fluvial més gran del món, amb 350 km de llargada i 55 km d'ample.
Descoberta el 26 de juliol del 1773 per José Pinto Fonseca, originàriament va rebre el nom de Santana. Més endavant, va passar a anomenar-se Bananal a causa de l'existència d'extensos camps de bananers silvestres.

## Reserva ecològica i indígena
Segons les lleis brasileres, l'illa del Bananal es conserva com una reserva de la natura i de la població indígena.
- El terç nord és format pel Parc Nacional de l'Araguaia (Parque Nacional do Araguaia) i és una destinació molt popular per al turisme ecològic. Té una extensió de 5.577,26 km².
- Els dos terços meridionals són una reserva indígena, l'anomenada Terra Indígena Parque do Araguaia, per als habitants nadius de la regió. Si bé en el passat, a l'illa, hi vivien també brasilers d'ascendència no índia, actualment només és poblada per habitants nadius. Hi viuen les tribus dels javaés, carajás, ava-canoeiros i tuxás, repartits en 16 poblats o aldeias. Té una extensió de 13.584,99 km².

No hi ha ponts que comuniquin l'illa amb l'altra banda dels dos rius, de manera que, durant la major part de l'any, l'únic mitjà de transport per arribar-hi o sortir-ne són les barques. Amb tot i això, durant algunes setmanes de la temporada seca (juny-agost), el riu és prou baix perquè s'hi pugui arribar amb cotxe. Els poblats tenen camins prou amples perquè hi càpiguen cotxes i tractors, si bé els mitjans de transport principals són el cavall, la bicicleta i els desplaçaments a peu.

## Clima
Hi predomina el clima tropical càlid semihumit, amb temperatures màximes de 38 °C als mesos d'agost a setembre i mínimes de 22 °C al juliol. Té dues estacions nítidament marcades: l'estiu (de novembre a abril), en què predominen les pluges, i l'hivern (de maig a octubre), que és l'estació seca. La humitat relativa de l'aire registrada a les estacions més definides gira a l'entorn del 60% (juliol) i el 80% (èpoques plujoses).
Durant els mesos de gener a març, època de crescuda del riu Araguaia, una part de l'illa queda inundada.